# Ivan Skilica
Ivan Skilica (grško starogrško Ἰωάννης Σκυλίτζης, tudi starogrško Σκυλλίτζης/Σκυλίτσης, Iōannēs Skylicēs/Skyllicēs/Skylicēs, polatinjeno  Ioannes Scylitzes) je bil grški zgodovinar, ki je ustvarjal v poznem 11. stoletju, * začetek 1040., † po 1101. 

## Življenje
O njegovem življenju je zelo malo znanega. V naslovu njegovega sinopsisa je omenjen kot kouropalatēs in bivši megas droungarios tes viglas (visok položaj v sodstvu), občajno pa se istoveti z Ivanon Trakezijem.
Njegovo največje delo je Sinopsis zgodovine (grško starogrško Σύνοψις Ἱστοριῶν, Sýnopsis Istorión), ki pokriva vladavine bizantinskih cesarjev od smrti Nikiforja I. Logoteta leta 811 do odstavitve Mihaela VI. Stratiota leta 1057.  Nadaljuje se s kroniko Teofana Spovednika. Obstaja tudi nadaljevanje Madridskega Skilica, znano kot Scylitzes Continuatus, ki pokriva obdobje od leta 1057 do 1079. Nekateri zgodovinarji domnevajo, da ke tudi nadaljevanje Skilicevo delo.

## Madridski Skilica
Madridski Skilica, najslavnejši rokopis Sinopsisa,  je bil napisan v 12. stoletju na Siciliji. Hrani se v Španski narodni knjižnici v Madridu. V rokopisu je 574 miniatur, kakšnih 100 pa je izgubljenih. Je edina  iluminirana bizantinska kronika, napisana v grškem jeziku, in zato bogat vir za vizualizacijo življenja v tedanjem a Bizantinskem cesarstvu.